# 飛利浦球場
飛利浦球場（Philips Stadion）是一座拥有35,000个座位的体育场，是PSV埃因霍温的主体育场。埃因霍温首次使用球场是在1913年的8月31日，球场是和俱乐部同时诞生的，开始球场没有现今的观众容量。观众容量是随着多次现代化扩建而不断增长，在2005-06年赛季荷甲联赛中飞利浦大球场平均观众数达到了3.31万人。球场毗邻飞利浦峡谷（Philipsdorp），大球场在一个离埃因霍温市中心不远的城镇中（Strijp）。

## 球场扩建
在1933年时，球场的容量只有300人，直到1941年的球场大扩建将容纳量提升到了可以容纳18,000名观众的体育场。
第二次世界大战的最后一天埃因霍温市遭到了严重的破环，其中也包括飞利浦大球场。随后进行了及时的修理，并且在1958年扩建体育场使之能容纳22,000名观众。此后又扩建了北看台（1995年）和四面看台（在2000年和2002年），使得球场有了现在的观众容量，未来计划将球场看台的容量数扩建到40,000个座位。

## 承办赛事
体育场时常提供给荷兰国家足球队使用，第一次是在1971年11月17日：1972年歐洲錦標賽的一场对垒卢森堡队的资格赛，结果荷兰队8-0大胜。球场的官方观众到场人数为34,700人，是在2005年10月23日在一场和阿贾克斯对阵荷甲的比赛中创造的。
虽然不是欧洲标准最大的体育场，飞利浦大球场同样是荷兰和比利时合办的2000年欧锦赛中4个荷兰体育场中的一个，球场是欧洲足球联合会四星级标准的球场之一，这也意味着球场有资格承办欧洲联盟杯的决赛。球场承办了2006年歐洲足協盃決賽，在这场比赛中塞维利亚4-0击败了米德尔斯堡。
2023年6月4日，2022-2023赛季女足欧冠决赛在该球场举行，巴塞罗那在上半场落后两球，夺冠历程面临功亏一篑的不利局面下，于下半场连进三球，以3-2逆转击败沃尔夫斯堡，队史第二次赢得女足欧冠冠军。

## 球场规定
在2005年的夏天，俱乐部高层决定使用35英尺（90米）高的栏杆取代球场的高篱笆。非球场人士如果非法侵入球场将遭到15,000欧元的罚款以及10年禁止进入飞利浦大球场的禁令。

## 观众平均数量
（荷兰足球甲级联赛）：
- 2003-04赛季：32,852人
- 2004-05赛季：31,688人
- 2005-06赛季：33,164人

## 琐事
- D区22排43座，是球场内一个特殊的座位，这个座位永久性保持为空位。这个座位是为飞利浦集团前主席弗里茨·飞利浦他的晚年所拥有的，他没有选择在环境更好的贵宾席看球。在弗里茨2005年辞世之后，飞利浦埃因霍温的管理层决定将这个座位永久保留来对弗里茨以示敬意。